# Bursera grandifolia
Bursera grandifolia là một loài thực vật có hoa trong họ Burseraceae. Loài này được (Schltdl.) Engl. mô tả khoa học đầu tiên năm 1883.